# Achhalda
Achhalda è una suddivisione dell'India, classificata come nagar panchayat, di 8.361 abitanti, situata nel distretto di Auraiya, nello stato federato dell'Uttar Pradesh. In base al numero di abitanti la città rientra nella classe V (da 5.000 a 9.999 persone).

## Geografia fisica
La città è situata a 26° 43' 0 N e 79° 25' 0 E e ha un'altitudine di 134 m s.l.m..

## Società

### Evoluzione demografica
Al censimento del 2001 la popolazione di Achhalda assommava a 8.361 persone, delle quali 4.446 maschi e 3.915 femmine. I bambini di età inferiore o uguale ai sei anni assommavano a 1.238, dei quali 655 maschi e 583 femmine. Infine, coloro che erano in grado di saper almeno leggere e scrivere erano 5.811, dei quali 3.357 maschi e 2.454 femmine.